# Limarí
Limarí is een provincie van Chili in de regio Coquimbo. De provincie telde 170.579 inwoners in 2017 en heeft een oppervlakte van 13.553 km². Hoofdstad is Ovalle.

## Gemeenten
Limarí is verdeeld in vijf gemeenten:
- Combarbalá
- Monte Patria
- Ovalle
- Punitaqui
- Río Hurtado